# ミランダ・コスグローヴ
ミランダ・テイラー・コスグローヴ（Miranda Taylor Cosgrove, 1993年5月14日 - ）は、アメリカ合衆国の女優、声優、歌手、YouTuber。『ドレイク&ジョシュ』のメーガン・パーカー役、および『iCarly』の主人公カーリー・シェイ役で知られる。

## 生い立ち
1993年5月14日、アメリカ合衆国カリフォルニア州ロサンゼルスで生まれた。3歳の時にタレントエージェントに発掘され、幼少時からマクドナルド 、メローイエロー などといったコマーシャルに出演し、モデルとしても活躍していた。

## 女優の経歴
2001年に『ヤング・スーパーマン』の第1話に出演して女優デビューする。2003年お嬢様キャラの優等生サマーを演じた 『スクール・オブ・ロック』で映画デビューを果たした。2013年の10周年記念イベントでキャスト＆スタッフが再会を果たしている。
2004年にニコロデオンのコメディドラマシリーズ『ドレイク&ジョシュ』で主人公ドレイク（ドレイク・ベル）の妹メーガン役に選ばれ、4シーズン続いた番組となった。
テレビアニメーションの声の出演で2004年 What's New, Scooby-Doo? や2005年ディズニー・チャンネル『リロ アンド スティッチ ザ・シリーズ』がある。
2005年、ファミリー映画『ヘレンとフランクと18人の子供たち』に出演。
2007年コメディドラマシリーズ『iCarly』の主人公カーリー役に抜擢された。なお、『iCarly』の出演料は一話につき180,000ドルで、テレビに出演している子役としては二番目の高さである。テレビで最も稼いでいる女性子役としてギネスブックに掲載されている 。2012年まで放送が続いた『iCarly』は2009年から3年連続キッズ・チョイス・アワードで受賞するなど人気を博した。
テレビ作品では Zoey 101、Just Jordan、『アンファビュラス』、『ネイキッド・ブラザーズ・バンド』などニコロデオン作品の出演が多い。
2010年ニュートロジーナのブランド大使に任命され広告塔を務めた。
翌年、慈善事業の為のトート・バッグのデザインを行い売上収益の中から教育機関などへ寄付されている。
2010年アニメーション映画『怪盗グルーの月泥棒 3D』で孤児の長女マーゴの声を務めている。2013年、続編となる『怪盗グルーのミニオン危機一発』で再び声の出演をしている。
2011年6月、ドリュー・バリモアが監督するプロモーションビデオ「Our Deal」に出演。
同年秋、アイドル・スター役で法律ドラマ『グッド・ワイフ』にゲスト出演した。
2015年アニメーションA Mouse Tale でドレイク・ベルと共に声の出演をしている。
同年の主演ホラースリラー映画 The Intruders で恐怖体験するローズ役を演じた。同年5月にNBCのコメディドラマ Crowded が発表され、フロリダに住むパトリック・ウォーバートン演じる父とキャリー・プレストン演じる母のもとに戻ってきた娘の一人を演じている。
2018年9月、DJ・マシュメロの楽曲「Happier」のミュージックビデオに出演した。
2007年から2012年に放送されたコメディドラマシリーズ『iCarly』のリブート版が2021年Paramount+で配信開始され大人に成長した主人公カーリーを再び演じる。
3DCGアニメーション映画で声の出演をしている怪盗グルーシリーズの第4作目が2024年7月に公開される。

## 音楽の経歴

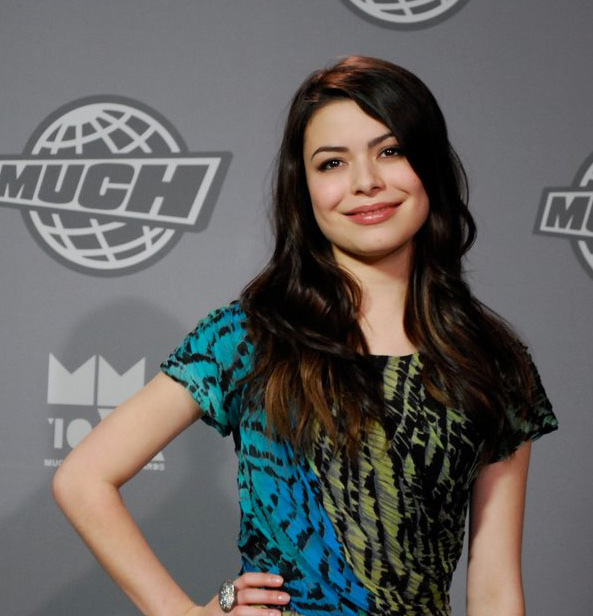
マッチミュージック・ビデオ・アワード
(2010年6月20日)

2007年にレコーディングした『iCarly』の主題歌「リーヴ・イット・オール・トゥ・ミー」で歌手デビューする。12月18日にリリースされ全米シングルチャートビルボードホット100で第100位となる。Pop 100 チャートで第83位となる。
2008年6月10日に『iCarly』のサウンドトラック がリリースされ全米アルバムチャートビルボード200第28位、Top Soundtracks チャート第2位、Top Kid Audio 第1位を獲得する。
2009年2月に About You Now (EP)がリリースされる。先行シングル「アバウト・ユー・ナウ」はビルボードホット100 第47位、Hot Digital Songs 第35位となる。
2010年4月、米国でソロ・スタジオ・アルバム『スパークス・フライ』がリリースされ、初週に約36,000枚売上げ、ビルボード200で第8位デビューする。3月にリリースされた先行シングル「キッシン・ユー」はビルボードホット100第54位、Mainstream Top 40 第19位、Hot Digital Songs 第29位、Hot 100 Airplay 第68位となる。500,000万枚売上げた「キッシン・ユー」はアメリカレコード協会からゴールド認定された。
アルバムは日本で2011年6月22日にリリースされている。
2011年1月から全米ツアー「ダンシング・クレイジー・ツアー (Dancing Crazy Tour)」公演を行った（ただし、後述の事故により中止を余儀なくされた）。
同月シングル「ダンシング・クレイジー」をリリース、ビルボードホット100で第100位となる。3月 High Maintenance (EP)をリリースしビルボード200で第34位、Heatseekers Songs 第20位となる。
2011年8月11日、乗車していたツアーバスの事故により、足首と小指を骨折する重傷を負った。
2012年1月24日、『iCarly』第2作目のサウンドトラック iSoundtrack II がリリースされる。全米アルバムチャートビルボード200で第157位、Top Kid Audio 第3位、Top Soundtracks 第6位となる。

## 人物
『ドレイク&ジョシュ』や『iCarly』の共演者とプライベートでも親しく、特にジェネット・マッカーディ（『iCarly』のサム役）を親友として挙げている。マッカーディもコスグローヴについて「優しくて陽気で頭が良い親友」と語っている。
2012年10月、3つのベッドルーム、270m2、1952年に建てられた伝統的スタイルの家を265 万ドルで購入。一人っ子であり小学6年生からはホームスクーリングで学習した。。
2012年の秋に南カリフォルニア大学に進学した。

## 主な出演作品

### 映画
| 公開年 | 邦題 原題                                                         | 役名                                    | 備考            |
| ------ | ----------------------------------------------------------------- | --------------------------------------- | --------------- |
| 2003   | スクール・オブ・ロック School of Rock                             | サマー・ハサウェイ Summer Hathaway      |                 |
| 2005   | ヘレンとフランクと18人の子供たち Yours, Mine and Ours             | ジョニ・ノース Joni North               |                 |
| 2005   | Here Comes Peter Cottontail: The Movie                            | ムンク Munch                            | テレビ映画      |
| 2006   | The Wild Stallion                                                 | ハンナ・マイルズ Hannah Mills           | テレビ映画      |
| 2006   | Keeping Up with the Steins                                        | カレン・サスマン Karen Sussman          |                 |
| 2006   | ブルー・エレファント The Blue Elephant                            | コン・スエイ Kon Suay                   | 声の出演        |
| 2008   | iCarly: iGo to Japan                                              | カーリー・シェイ Carly Shay             | 主演 テレビ映画 |
| 2008   | メリー・クリスマス ドレイク&ジョシュ Merry Christmas Drake & Josh | メーガン・パーカー Megan Parker         | テレビ映画      |
| 2010   | 怪盗グルーの月泥棒 3D Despicable Me                               | マーゴ Margo                            | 声の出演        |
| 2010   | Big Time Christmas                                                | 本人                                    | テレビ映画      |
| 2011   | Our Deal                                                          | ナイト・クリーパース Night Creepers     | 短編映画        |
| 2013   | 怪盗グルーのミニオン危機一発 Despicable Me 2                      | マーゴ Margo                            | 声の出演        |
| 2013   | Training Wheels                                                   | マーゴ Margo                            | 短編映画        |
| 2013   | Gru's Girls                                                       | サバナ Savana                           | 短編映画        |
| 2015   | A Mouse Tale                                                      | サマンサ Samantha                       | 声の出演        |
| 2015   | 侵入者 消された叫び声 The Intruders                               | ローズ・ハルシュフォード Rose Halshford | 主演            |
| 2017   | 怪盗グルーのミニオン大脱走 Despicable Me 3                        | マーゴ Margo                            | 声の出演        |
| 2019   | ミニオンのキャンプで爆笑大バトル Minion Scouts                    | マーゴ Margo                            | 声の出演        |
| 2019   | 3022                                                              | リサ・ブラウン Lisa Brown               |                 |
| 2021   | ノースハリウッド North Hollywood                                  | ラケル Rachel                           |                 |
| 2024   | Drugstore June                                                    | ケリー Kelly                            |                 |
| 2024   | Mo:ther of the Bride                                              | エマ Emma                               |                 |
| 2024   | 怪盗グルーのミニオン超変身 Despicable Me 4                        | マーゴ Margo                            | 声の出演        |
| 2024   | Kinda: Pregnant                                                   | シシー Sissy                            |                 |
| 未定   | Untitled Noah Baumbach film                                       | キティ Kitty                            |                 |

### テレビ番組
| 年        | 邦題 原題                                                     | 役名                                        | 備考 |
| --------- | ------------------------------------------------------------- | ------------------------------------------- | --- |
| 2001      | ヤング・スーパーマン Smallville                               | 幼少期のラナ・ラング Young Lana Lang        | 第1シーズン第1話 "Pilot" |
| 2004      | Grounded for Life                                             | ジェシカ Jessica                            | 第5シーズン第5話 "You Better You Bet" |
| 2004      | What's New, Scooby-Doo?                                       | ミランダ・ライト Miranda Wright             | 声の出演 第3シーズン第7話 "A Terrifying Round with a Menacing Metallic Clown"                                                                 |
| 2004-2007 | ドレイク&ジョシュ Drake & Josh                                | メーガン・パーカー Megan Parker             | メインキャスト |
| 2005      | リロ アンド スティッチ ザ・シリーズ Lilo & Stitch: The Series | 少女 / サラ Girl / Sarah                    | 声の出演、第61話(第2シーズン第34話) 「シュシュ」 "Shush: Experiment" 第64話(第3シーズン第16話) 「モーフォロミュー」 "Morpholomew: Experiment" |
| 2007      | Zoey 101                                                      | ペイジ・ハワード Paige Howard               | 第3シーズン第13話 "Paige at PCA" |
| 2007      | Just Jordan                                                   | リンジー・チャンドラー Lindsey Chandler     | 第1シーズン第13話 "Piano Stressin" |
| 2007      | アンファビュラス Unfabulous                                   | コスミナ Cosmina                            | 第3シーズン第1話 "The Talent Show" |
| 2007-2012 | iCarly                                                        | カーリー・シェイ Carly Shay                 | 主演 |
| 2008      | ネイキッド・ブラザーズ・バンド The Naked Brothers Band        | 本人                                        | 第3シーズン第1話 「謎の少女」 "Mystery Girl"                                                                                                  |
| 2010      | 7 Secrets with Miranda Cosgrove                               | 本人                                        | |
| 2010      | グッド・ワイフ The Good Wife                                  | スローン・バーチフィールド Sloan Burchfield | 第2シーズン第7話 「バッド・ガールズ」 "Bad Girls"                                                                                             |
| 2016      | Crowded                                                       | シェイ・ムーア Shea Moore                   | メインキャスト |
| 2017      | Spaced Out                                                    | ケーシー Casey                              | |
| 2018      | History of Them                                               | ナレーター                                  | 声の出演 |
| 2019      | Mission Unstoppable                                           | 本人                                        | 司会 |
| 2020      | The Goldbergs                                                 | エレナ・リード Elana Reid                   | |
| 2020      | Minions Holiday Special                                       | ナレーター                                  | 声の出演 |
| 2021-2023 | iCarly                                                        | カーリー・シェイ Carly Shay                 | 主演、兼製作総指揮 |

### テレビゲーム
| 年   | 邦題 原題                     | 役名                            | 備考          |
| ---- | ----------------------------- | ------------------------------- | ------------- |
| 2007 | Drake & Josh                  | メーガン・パーカー Megan Parker | 声の出演      |
| 2007 | Drake & Josh: Talent Showdown | メーガン・パーカー Megan Parker | 声の出演      |
| 2009 | iCarly                        | カーリー・シェイ Carly Shay     | 主演 声の出演 |
| 2010 | iCarly: iDream in Toons       | カーリー・シェイ Carly Shay     | 主演 声の出演 |
| 2010 | iCarly 2: iJoin the Click!    | カーリー・シェイ Carly Shay     | 主演 声の出演 |

### ミュージックビデオ
| 年   | 曲名    | アーティスト | 役名                 |
| ---- | ------- | ------------ | -------------------- |
| 2018 | Happier | Marshmello   | ティーン時代の主人公 |

## 主な音楽作品

### アルバム
| タイトル         | アルバムの詳細                                                                                        | 備考                                                  |
| ---------------- | --- | ----------------------------------------------------- |
| About You Now    | - 米国発売: 2009年2月3日 - レーベル: コロムビア・レコード - フォーマット: CD、デジタル・ダウンロード  | ミニアルバム（EP）                                    |
| Sparks Fly       | - 米国発売: 2010年4月27日 - レーベル: コロムビア・レコード - フォーマット: CD、デジタル・ダウンロード | 日本仕様（ジャパン・エディション）は2011年6月22日発売 |
| High Maintenance | - 米国発売: 2011年3月15日 - レーベル: コロムビア・レコード - フォーマット: CD、デジタル・ダウンロード | ミニアルバム（EP）                                    |

### シングル
| 年   | 曲名                                          | 収録アルバム                           | 備考                                                          |
| ---- | --------------------------------------------- | -------------------------------------- | ------------------------------------------------------------- |
| 2007 | Leave It All to Me (feat. Drake Bell)         | iCarly                                 | コメディドラマ『iCarly』主題歌                                |
| 2008 | Stay My Baby                                  | iCarly                                 | エイミー・ダイヤモンドのカバー                                |
| 2009 | About You Now                                 | About You Now                          | シュガーベイブスのカバー                                      |
| 2010 | Kissin U                                      | Sparks Fly                             |                                                               |
| 2010 | Dancing Crazy                                 | High Maintenance                       |                                                               |
| 2011 | Leave It All to Shine (with Victoria Justice) | Victorious: Music from the Hit TV Show | 「ロサンゼルスのパーティーへ」 (iParty with Victorious)挿入歌 |

#### プロモーション・シングル
| 年   | 曲名               | 収録アルバム                      | 備考                                           |
| ---- | ------------------ | --------------------------------- | ---------------------------------------------- |
| 2008 | Headphones On      | iCarly                            |                                                |
| 2008 | Christmas Wrapping | アルバム未収録                    | ザ・ウェイトレシズのカバー                     |
| 2009 | Raining Sunshine   | Cloudy with a Chance of Meatballs | 『くもりときどきミートボール』（原語版）主題歌 |
| 2012 | All Kinds of Wrong | iSoundtrack II                    |                                                |
| 2012 | Million Dollars    | iSoundtrack II                    |                                                |

### コンサートツアー
- ダンシング・クレイジー・ツアー (2011年)（英語）
- ミランダ・コスグローヴ・サマー・ツアー (2012年)（英語）

## 受賞歴
| 年   | 賞                                         | カテゴリ                                                     | ノミネート対象                   | 結果       |
| ---- | ------------------------------------------ | ------------------------------------------------------------ | -------------------------------- | ---------- |
| 2004 | MTVムービー・アワード                      | 最優秀映画チーム                                             | スクール・オブ・ロック           | ノミネート |
| 2004 | ヤング・アーティスト・アワード             | 長編映画の最優秀アンサンブル                                 | スクール・オブ・ロック           | ノミネート |
| 2006 | ヤング・アーティスト・アワード             | 長編映画の最優秀演技 – アンサンブル・キャスト                | ヘレンとフランクと18人の子供たち | ノミネート |
| 2007 | ヤング・アーティスト・アワード             | テレビシリーズの最優秀演技 (コメディまたはドラマ) - 助演女優 | ドレイク&ジョシュ                | ノミネート |
| 2008 | ヤング・アーティスト・アワード             | テレビシリーズの最優秀演技 - 主演女優                        | iCarly                           | ノミネート |
| 2008 | 英国キッズ・チョイス・アワード             | 好きなTVスター                                               | iCarly                           | ノミネート |
| 2008 | オーストラリア・キッズ・チョイス・アワード | 好きな国際的テレビ・スター                                   | iCarly                           | ノミネート |
| 2009 | ヤング・アーティスト・アワード             | テレビシリーズの最優秀演技 (コメディまたはドラマ) - 主演女優 | iCarly                           | 受賞       |
| 2009 | ヤング・アーティスト・アワード             | テレビシリーズの優秀なパフォーマー                           | iCarly                           | ノミネート |
| 2009 | キッズ・チョイス・アワード                 | 好きなテレビ女優                                             | iCarly                           | ノミネート |
| 2009 | オーストラリア・キッズ・チョイス・アワード | 好きな国際的テレビスター                                     | iCarly                           | ノミネート |
| 2009 | オーストラリア・キッズ・チョイス・アワード | 今とてもホット                                               | 本人                             | ノミネート |
| 2009 | ティーン・チョイス・アワード               | チョイステレビ女優: コメディ                                 | iCarly                           | ノミネート |
| 2010 | 女性映画ジャーナリスト同盟アワード         | 最優秀アニメーション女性                                     | 怪盗グルーの月泥棒 3D            | ノミネート |
| 2010 | ヤング・アーティスト・アワード             | テレビシリーズの最優秀演技 (コメディまたはドラマ) - 主演女優 | iCarly                           | ノミネート |
| 2010 | ヤング・アーティスト・アワード             | テレビシリーズの傑出した若手パフォーマー                     | iCarly                           | ノミネート |
| 2010 | キッズ・チョイス・アワード                 | 好きなテレビ女優                                             | iCarly                           | ノミネート |
| 2010 | オーストラリア・キッズ・チョイス・アワード | 好きなテレビ・スター                                         | iCarly                           | ノミネート |
| 2010 | オーストラリア・キッズ・チョイス・アワード | LOL 賞 (キャストと共同受賞)                                  | iCarly                           | 受賞       |
| 2010 | メキシコ・キッズ・チョイス・アワード       | 好きな国際的キャラクター女性                                 | iCarly                           | 受賞       |
| 2010 | ティーン・チョイス・アワード               | チョイステレビ女優: コメディ                                 | iCarly                           | ノミネート |
| 2010 | ティーン・チョイス・アワード               | チョイス・スマイル                                           | 本人                             | ノミネート |
| 2010 | ティーン・チョイス・アワード               | チョイス音楽: ブレイクアウト・アーティスト – 女性            | 本人                             | ノミネート |
| 2010 | ブラジル・キッズ・チョイス・アワード       | 好きな国際的アーティスト                                     | 本人                             | ノミネート |
| 2011 | ヤング・アーティスト・アワード             | テレビシリーズの最優秀演技 (コメディまたはドラマ) - 主演女優 | iCarly                           | ノミネート |
| 2011 | キッズ・チョイス・アワード                 | 好きなテレビ女優                                             | iCarly                           | ノミネート |
| 2011 | ピープルズ・チョイス・アワード             | 好きなファミリーテレビ映画スター                             | iCarly                           | ノミネート |
| 2011 | オーストラリア・キッズ・チョイス・アワード | 好きなテレビスター                                           | iCarly                           | ノミネート |
| 2011 | ティーン・チョイス・アワード               | チョイステレビ女優: コメディ                                 | iCarly                           | ノミネート |
| 2011 | グレーシー・アレン・アワード               | コメディの傑出した女性の新星                                 | iCarly                           | 受賞       |
| 2011 | コモン・センス・メディア・アワード         | 最優秀の若いお手本                                           | 本人                             | 受賞       |
| 2012 | キッズ・チョイス・アワード                 | 好きなテレビ女優                                             | iCarly                           | ノミネート |
| 2012 | ハリウッド・ティーン・テレビ・アワード     | 好きなテレビ女優                                             | iCarly                           | ノミネート |
| 2012 | ティーン・チョイス・アワード               | チョイステレビ女優: コメディ                                 | iCarly                           | ノミネート |
| 2012 | ティーン・チョイス・アワード               | アキュビュー・インスパイア賞                                 | 本人                             | 受賞       |
| 2012 | ヤング・ハリウッド・アワード               | その年のクロスオーバー                                       | 本人                             | 受賞       |
| 2013 | キッズ・チョイス・アワード                 | 好きなテレビ女優                                             | iCarly                           | ノミネート |
| 2013 | ブラジル・キッズ・チョイス・アワード       | 好きなテレビ女優                                             | iCarly                           | 受賞       |
| 2013 | BTVAアワード                               | 長編映画の最優秀助演女性、声の演技                           | 怪盗グルーのミニオン危機一発     | ノミネート |
| 2014 | キッズ・チョイス・アワード                 | アニメーション映画の好きな声                                 | 怪盗グルーのミニオン危機一発     | 受賞       |
| 2022 | キッズ・チョイス・アワード                 | お気に入りのファミリーテレビ番組                             | iCarly                           | 受賞       |
| 2022 | キッズ・チョイス・アワード                 | お気に入りの女性テレビスター（ファミリーテレビ）             | 本人                             | 受賞       |